# BA-11
BA-11重装甲車はソビエト連邦の装甲車である。ソ連における数少ない量産された重装甲車であったが、生産台数は少ない。

## 概要
1930年代に入り、世界恐慌の強い影響を受けなかったソ連では積極的な装甲車両の開発が継続され、労農赤軍は多種多様な装甲車を保有していた。
しかし多くはBA-27に端を発するBA-Iなどの中型装甲車であり、強力な装甲を持つ重型装甲車の開発はあまり進んでいなかった。
そこで1935年に重量8tの車体に、DT機銃3丁と45mm戦車砲を搭載したBA-5が本格的な重型装甲車として開発されるが、量産段階になかなか入れず、1938年に開発されたBA-10を元に整ったデザインの車両が開発可能になった。これがBA-11である。

## 性能と生産
重型装甲車である為、戦闘重量は8.13tに達した。しかしZIS-16液冷ガソリンエンジンは、BA-10のGAZ-M1液冷ガソリンエンジン（50hp）の倍の出力を持ち、最高速度は中型装甲車であるBA-10よりも速い。
また流線型の成型によって避弾経始を向上させつつ、全体的にコンパクト化によって被弾を避けるよう設計され、また最大装甲厚は13mmとBT戦車やT-26などの当時の主力戦車並みの防御力によって生存性が可能な限り高められた。
これらのカタログスペックは軍を満足させ、1939年に制式採用が決定、1940年までに16台が生産された。
そして同年秋には新型のZIS-34D液冷ディーゼルエンジン（98hp）を搭載した改良型、BA-11Dが登場した。
BA-11Dは性能の上でBA-11との差はほとんどなく、しかしZIS-34Dの調達が滞り、その上信頼性に問題があった為、6両の少数生産に留まっている。

## 実戦
他のBAシリーズの多くはスペイン内戦が初陣であったが、BA-11は開発開始そのものが遅く、量産後まもなく独ソ戦に投入される事になった。
元々少数しか存在しないBA-11は開戦当初のドイツ国防軍の電撃戦と労農赤軍の稚拙な運用が重なり、ほとんどが失われてしまい、1942年時点で制式装備から外されている。
これ以降ソ連は量産性の高いBA-20やBA-64を主力装甲車として開発、量産することになり、ソ連における量産型重装甲車はBA-11に始まりBA-11に終わることとなった。